# Liaison à courant continu Itaipu
Pour les articles homonymes, voir Itaipu (homonymie).
La liaison à courant continu Itaipu est une ligne HVDC reliant São Paulo au barrage d'Itaipu au Paraguay. Elle est constituée de deux bipôles en parallèle, ayant chacun une tension de ±600 kV. Sa puissance totale est de 6 300 MW. À sa mise en service, entre 1984 et 1987, aussi bien sa tension que sa puissance sont les plus élevées au monde pour ce type d'installation électrique. La longue distance et des fréquences industrielles différentes dans les deux pays : 50 Hz au Paraguay, 60 Hz au Brésil, justifient l'utilisation de la tension continue pour réaliser la liaison. Le poste électrique près du barrage porte le nom de Foz do Iguaçu, celui près de São Paulo s'appelle Ibiúna.
L'installation innove aussi en matière de commande, étant la première à utiliser un système numérique à base de microprocesseurs. La liaison a cependant souffert de nombreux problèmes de fiabilité avec notamment des défauts sur les transformateur de conversion et un incendie dans les convertisseurs.

## Historique

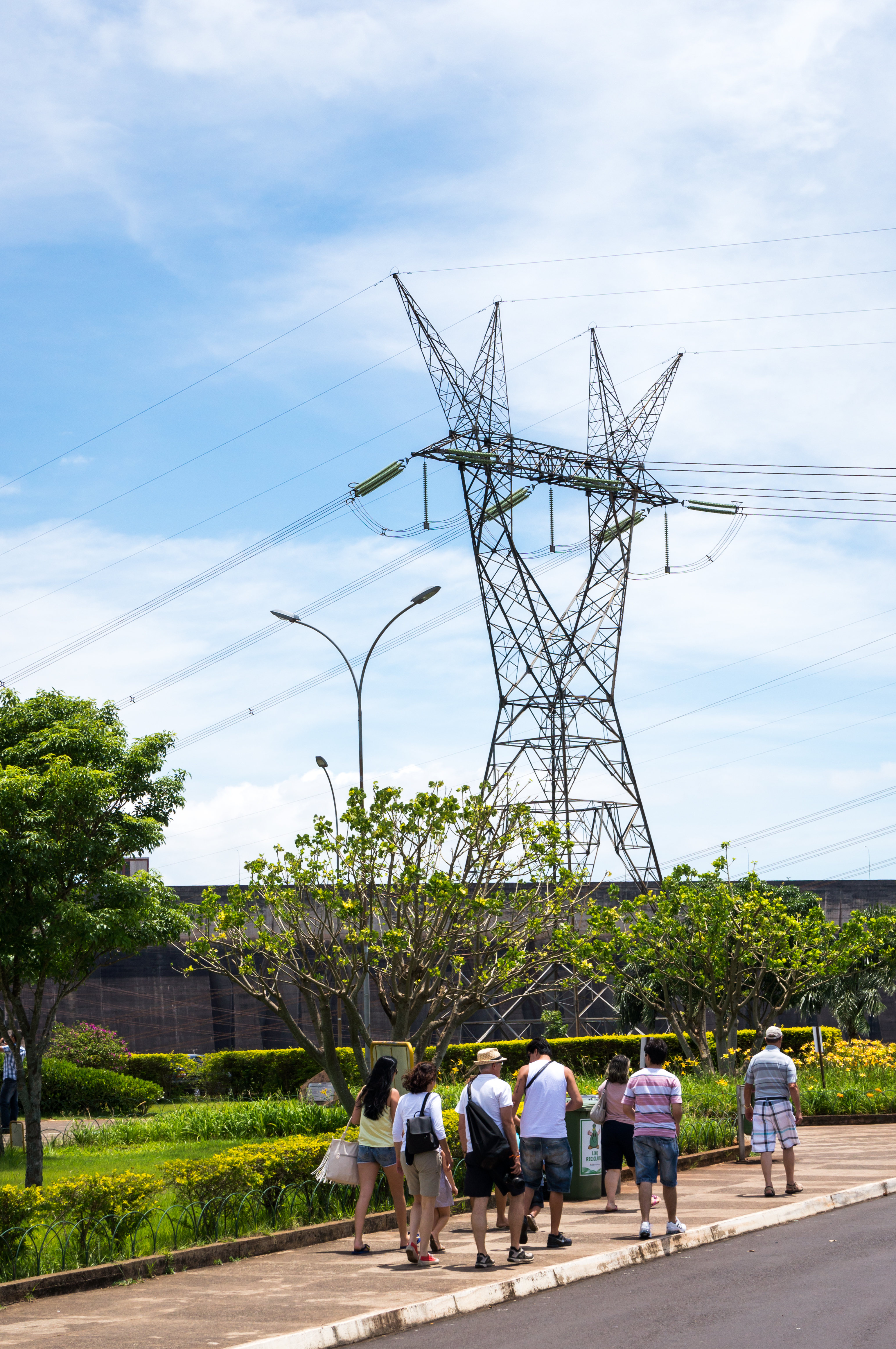
Pylone de la ligne partant d'Itaipu vers São Paulo.

L'accord trouvé entre le Paraguay et le Brésil pour la construction du barrage d'Itaipu prévoit que chaque pays a droit à la moitié de la puissance électrique produite. La moitié des générateurs se trouve au Paraguay et a donc une fréquence de 50 Hz, l'autre se trouve au Brésil avec une fréquence de 60 Hz. Une liaison à tension continue permet d'interconnecter deux réseaux aux fréquences différentes et ainsi au Paraguay d'exporter son électricité vers le Brésil. Par ailleurs, l'utilisation de la tension continue permet de limiter les pertes électriques sur de longues distances. La liaison ayant une longueur d'environ 800 km.
La liaison est exploitée par Furnas Centrais Elétricas, basée à Rio de Janeiro. Elle est construite par ASEA et Promon Engenharia.
La mise en service d'Itaipu débute en octobre 1984 avec une tension de ±300 kV, en avril 1985 la tension est portée à -600/+300 kV. enfin en mai 1986,  à ±600 kV. En juillet 1987 le deuxième bipôle est mis en service en une étape,.

## Données techniques
| Mise en service                | 1984-1987 |
| Fabricant                      | ASEA      |
| Tension nominale               | ±600 kV   |
| Puissance nominale             | 6 300 MW  |
| Courant nominal                | 2 625 A   |
| Type de valve                  | thyristor |
| Nombre de thyristors par valve | 96        |
| Refroidissement des valves     | à eau     |

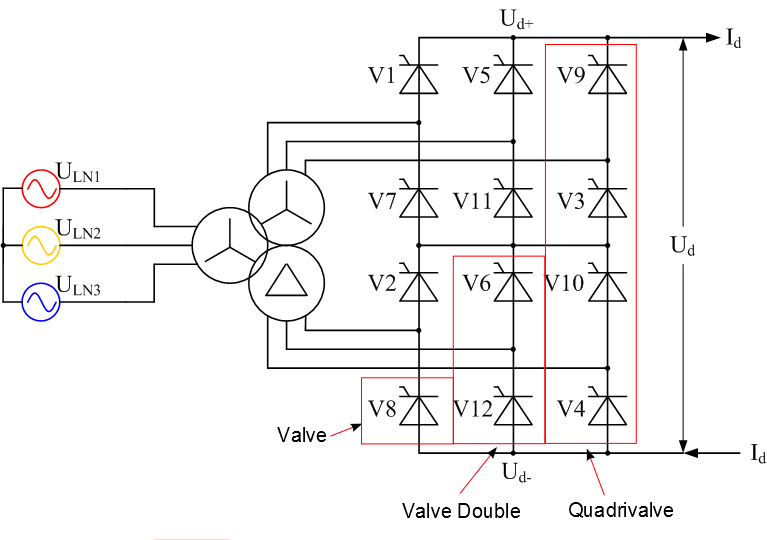
Itaipu utilise des quadrivalves

Circuit électrique de Yunnan Guangdong, similaire à celui d'Itaipu. Les 800 et 400 kV doivent être remplacés respectivement par 600 et 300 kV.

Chaque pôle est constitué de deux ponts à 12 impulsions de tension continue 300 kV en série, contrairement à la plupart des postes de conversions où un seul pont est utilisé.
Itaipu utilise des quadrivalves. Chaque valve est constituée de huit modules de thyristor en série, chaque module ayant douze thyristors en série.

### Transformateurs
Chaque poste est équipé de vingt-quatre transformateurs monophasés. À Foz do Iguaçu, ils ont une puissance nominale de 314 MVA et leur tension côté courant alternatif est de 500 kV. Le régleur de prise a une plage allant de -7,5 à +25%.  Ceux du poste d'Ibiúna ont une puissance de 300 MVA. La tension côté courant alternatif est de 345 kV, la plage du régleur de prise est la même qu'à Foz de Iguaçu.

### Lignes
Les lignes sont entièrement aériennes et ont une longueur de 807 km pour le bipôle 1 et de 818 km pour le bipôle 2. Elles sont munies de quatre conducteurs de section 689 mm2.

### Électrodes
À Foz do Iguaçu, l'électrode du bipôle 1 est située à 15,5 km de celui-ci, celle du bipôle 2 à 16 km de ce dernier. À Ibiúna, l'électrode du bipôle 1 est à 67,2 km de celui-ci, celle du bipôle 2 à 66 km de ce dernier. Les lignes reliant les bipôles aux électrodes portent deux conducteurs de section 689 mm2.

## Problèmes de fiabilité
Dans les premières années d'exploitation, la liaison a connu des problèmes de fiabilité. Les traversées de murs en courant continu ont été victimes d'arcs électriques] extérieurs après chaque forte pluie. L'utilisation de graisse à base de silicone a permis d'améliorer les propriétés hydrophobes des isolateurs et a résolu le problème. De plus, de nombreux déclenchements ont été causés par les transformateurs de conversion, que ce soient les 300 kV, les 600 kV, les transformateurs connectés en étoile ou en triangle. Six, la première année, douze dans les quatre premières années. Des échauffements parfois dus à de mauvais contacts sont la cause des défaillances. Ils ont été réparés. Entre la quatrième et la dixième année d'exploitation aucun déclenchement dû aux transformateurs n'a eu lieu.
Le 29 mai 1989, une des quadrivalves du poste de Foz do Iguaçu a été complètement détruite par un incendie. Une fuite dans le système de refroidissement à eau, combiné à un court-circuitage du circuit de déclenchement est la cause de l'incendie. Le convertisseur est resté hors service durant quatorze mois. Des accidents similaires sur d'autres lignes HVDC ont conduit le CIGRÉ à publier une brochure sur le sujet.

## Ligne en parallèle
La liaison à tension continue est en parallèle avec deux liaisons à tension alternative dont la moitié est en 800 kV. La puissance totale entre le barrage et São Paulo est de 12 600 MW.

## Coordonnées
| Site                                        | Coordonnées                  |
| ------------------------------------------- | ---------------------------- |
| Poste de Foz do Iguaçu                      | 25° 27′ 58″ S, 54° 32′ 33″ O |
| Poste répéteur PLC d'Ortigueira, ligne nord | 24° 01′ 51″ S, 51° 05′ 52″ O |
| Poste répéteur PLC d'Ortigueira, ligne sud  | 24° 19′ 16″ S, 50° 51′ 22″ O |
| Poste d'Ibiúna                              | 23° 40′ 02″ S, 47° 06′ 19″ O |